# Atse Estsan Corona
Atse Estsan Corona est une corona, formation géologique en forme de couronne, située sur la planète Vénus par 8,5° N et 92° E. Elle est localisée dans le quadrangle de Niobe Planitia. Elle a été nommée en référence à Atse Estsan, déesse Navajo de la fertilité. 

## Géographie et géologie
Atse Estsan Corona couvre une surface circulaire d'environ 150 km de diamètre. 